# FIFA 10
FIFA 10 — футбольная игра из серии игр FIFA, издаваемая Electronic Arts. Как и прошлые игры серии, разрабатывалась EA Canada и издана Electronic Arts под брендом EA Sports. Официальный релиз состоялся 2 октября 2009 года. Демоверсии для PC появились 10 сентября 2009 года. Впервые в серии игр FIFA в данной игре появился чемпионат России по футболу. Однако этой лиги нет в версиях для Xbox 360 и PS3. Первая игра серии вышедшая на Android и iOS.

## Особенности игры
Графическая составляющая подверглась косметическим доработкам, однако проблема устаревшего движка, неспособного предоставить присущее современным играм качество изображения, осталась нерешённой. Игровой процесс расширился большим количеством дополнительных возможностей, таких как борьба за мяч в воздухе, новая система ударов и выходы вратаря, но совершенно не изменился в корне — недостаточно разработанная физическая составляющая сохранилась. Игроки всё так же двигаются в восьми направлениях, а мяч ведёт себя абсолютно предсказуемо. Искусственный интеллект стал действовать немного умнее, однако в целом произошло отступление с пути грамотного AI — чем выше уровень сложности, тем выше показатели у команды соперника. Всё так же безусловным плюсом серии является отличное озвучивание и музыкальная составляющая, а также огромное количество лицензий — например, в игре присутствует лицензированная сборная Голландии (в предыдущих версиях имена игроков сборной были вымышленными), наконец-то появилась российская премьер-лига. Также в игре усовершенствован Профи-сезон.
В FIFA 10 присутствует редактор создания игроков, где можно указать основную информацию виртуального футболиста, его рост, внешность и характеристики. Возможно создание двух клубов.

## Саундтрек
- Afrobots — «Favela Rock»
- Alex Metric — «Head Straight»
- The Answering Machine — «It’s Over! It’s Over! It’s Over!»
- Auletta — «Meine Stadt»
- Balkan Beat Box feat. Tomer Yosef and Saz — «Ramallah Tel Aviv»
- BLK JKS — «Lakeside»
- Bomba Estéreo — «Fuego»
- Buraka Som Sistema feat. Pongolove — «Kalemba (Wegue — Wegue)»
- The BPA feat. Ashley Beedle — «Should I Stay Or Should I Blow»
- Casiokids — «Fot I Hose»
- Children Collide — «Skeleton Dance»
- Crookers feat. The Very Best, Two Fingers & Marina Gasolina — «Birthday Bash»
- Cut Off Your Hands — «Happy As Can Be»
- Dananananaykroyd — «Black Wax»
- Datarock — «Give It Up»
- The Enemy — «Be Somebody»
- Fabri Fibra — «Donna Famosa»
- Fidel Nadal — «International Love»
- Los Fabulosos Cadillacs — «La Luz Del Ritmo» Macaco — «Hacen Falta Dos»
- Major Lazer feat. Mr. Lexx & Santigold — «Hold The Line»
- Marcio Local — «Soul Do Samba»
- Matt & Kim — «Daylight (Troublemaker Remix feat. De La Soul)»
- Metric — «Gold Guns Girls»
- Mexican Institute Of Sound — «Alocatel»
- Nneka feat. Wesley Williams — «Kangpe»
- Passion Pit — «Moth’s Wings»
- Peter Bjorn and John — «Nothing To Worry About»
- Pint Shot Riot — «Not Thinking Straight»
- Playing For Change — «War (No More Trouble)»
- Rocky Dawuni — «Download The Revolution»
- Röyksopp — «It’s What I Want»
- SoShy — «Dorothy»
- The Temper Trap — «Science Of Fear»
- Tommy Sparks — «She’s Got Me Dancing»
- The Whitest Boy Alive — «1517»
- Wyclef Jean — «MVP Kompa»
- Zap Mama — «Vibrations»

## Обложки игры
Вариантов обложек игры — 12. Каждая создана специально для одной из 14 стран. Почти на половине из них присутствует нападающий «Манчестер Юнайтед», лицо серии — Уэйн Руни.
Варианты обложек:
- : Уэйн Руни (по центру), Тео Уолкотт (слева) и Фрэнк Лэмпард (справа)[4];
- : Бастиан Швайнштайгер (слева) и Уэйн Руни (справа)[4];
- : Джорджо Кьеллини (слева) и Рональдиньо (справа)[5];
- : Фрэнк Лэмпард и Симан;
- : Стив Манданда, Карим Бензема и Гийом Оаро;
- : Карим Бензема (слева) и Хави (справа)[4];
- : Кака и Балаж Джуджак;
- : Уэйн Руни и Сергей Семак;
- : Уэйн Руни и Тим Кэхилл;
- : Уэйн Руни, Фрэнк Лэмпард и Роберт Левандовски;
- : Фрэнк Лэмпард и Транквилло Барнетта;
- : Альберто Медина, Фрэнк Лэмпард и Куаутемок Бланко.

## Отзывы
| Сводный рейтинг    | Сводный рейтинг                                                    |
| Агрегатор          | Оценка                                                             |
| ------------------ | ------------------------------------------------------------------ |
| GameRankings       | 90,26 % (PS3) 88,98 % (X360) 83,57 % (PSP) 76,62 % (Wii) 70 % (DS) |
| Metacritic         | 91/100                                                             |
| Иноязычные издания |                                                                    |
| Издание            | Оценка                                                             |
| 1UP.com            | B                                                                  |
| AllGame            | [ 13 ]                                                             |
| Eurogamer          | 9/10                                                               |
| GameSpot           | 9/10                                                               |
| GameTrailers       | 9,1/10                                                             |
| IGN                | 9/10                                                               |
| ONM                | 84 %                                                               |

FIFA 10 получила восторженные отзывы критиков, 91 % на Metacritic и 90 % на GameRankings.
FIFA 10 получила премию BAFTA в области игр 2010 года в номинациях «Sports» и «Use Of Online».